# Eurema brigitta
Eurema brigitta is een dagvlinder uit de familie van de Pieridae, de witjes. Eurema brigitta komt verspreid voor in het Afrotropisch gebied, het Oriëntaals gebied en het Australaziatisch gebied. De spanwijdte bedraagt 30 tot 35 millimeter.

## Waardplanten
De waardplanten van Eurema brigitta zijn Hypericum aethiopicum, Neptunia dimorphantha en Cassia mimosoides.